# Brachaluteres jacksonianus
Brachaluteres jacksonianus är en fiskart som först beskrevs av Jean René Constant Quoy och Joseph Paul Gaimard 1824.  Brachaluteres jacksonianus ingår i släktet Brachaluteres och familjen filfiskar. Inga underarter finns listade.